# Vézaponin
Vézaponin – miejscowość i gmina we Francji, w regionie Hauts-de-France, w departamencie Aisne.
Według danych na styczeń 2014 roku gminę zamieszkiwało 135 osób, a gęstość zaludnienia wynosiła 42,7 osób/km².